# 1611 год в науке
В 1611 году произошли различные научные и технологические события, некоторые из которых представлены ниже.

## События
- Разгорелся непримиримый и многолетний приоритетный спор о том, кто открыл солнечные пятна. За право считаться их первооткрывателями соперничали Галилео Галилей, Томас Хэрриот, Христофор Шейнер и Йоханнес Фабрициус. Все участники конфликта опубликовали сочинения, где отстаивали свой приоритет, однако спор так и не выявил общепризнанного победителя[1].
- Галилей принят шестым членом римской Академии деи Линчеи.

## Публикации
- Иоганн Кеплер в 1611 году издал три значительных труда.
  - «Диоптрика» — с этого труда начинается история теоретической оптики как науки[2].
  - В трактате «О шестиугольных снежинках», первой в мире научной работе по кристаллографии, он высказал гипотезу относительно способа самой плотной упаковки шаров. Доказать эту гипотезу удалось только 400 лет спустя, в 2009 году[3][4].
  - В сочинении «О спутниках Юпитера» (Narratio de Observatis Quatuor Iovis Satellibus) Кеплер впервые использовал термин «спутник» планеты (лат. satelles). Некоторое время астрономы называли новооткрытые «галилеевы спутники» то лунами, то планетами, но постепенно термин Кеплера закрепился в науке[5].
- Пьетро Антонио Катальди, «Transformatione geometrica»,
- Сочинение датского врача Каспара Бартолина об анатомии человека «Anatomicae Institutiones Corporis Humani», переведённое на многие языки, долгое время служило в университетах Европы учебным руководством по анатомии[6].
- В Англии закончен и опубликован квалифицированный английский перевод Библии, получивший название «Библия короля Якова» — ценнейший памятник английского языка XVII века, оказавший влияние на дальнейшее развитие языка[7].

## Родились
См. также: Категория:Родившиеся в 1611 году
- 28 января — Ян Гевелий, немецкий астроном (умер в 1687 году).
- 1 марта — Джон Пелл, английский математик (умер в 1685 году).

## Скончались

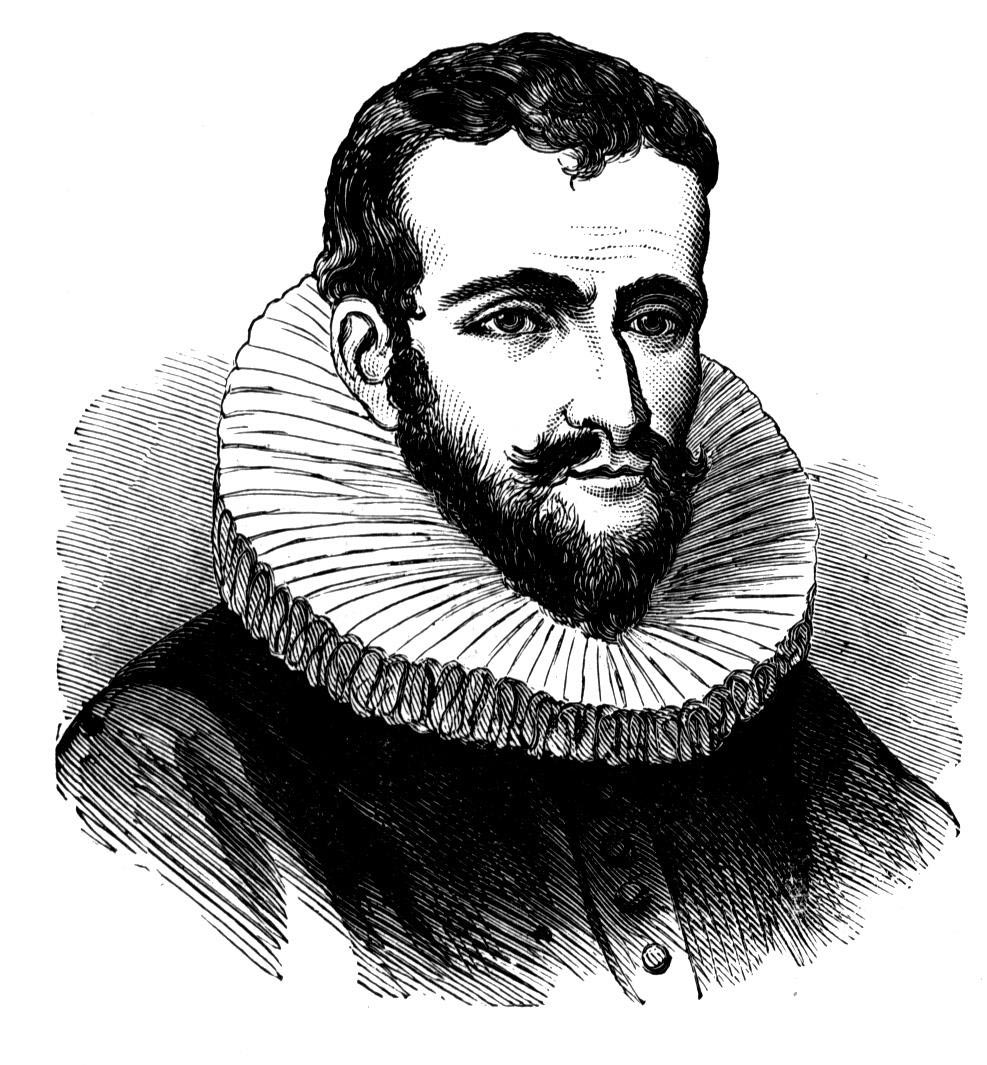
Генри Гудзон

См. также: Категория:Умершие в 1611 году
- (?) — Генри Гудзон, английский мореплаватель (род. в 1565 году).